# Nanuza
Nanuza L.B.Sm. & Ayensu – rodzaj wieloletnich, niskopączkowych roślin z rodziny Velloziaceae, obejmujący 3 gatunki, występujące we wschodniej Brazylii.

## Systematyka
Pozycja systematyczna według Angiosperm Phylogeny Website (aktualizowany system APG IV z 2016)Należy do podrodziny Vellozioideae, rodziny Velloziaceae, w rzędzie pandanowców (Pandanales)  zaliczanych do jednoliściennych (monocots).
Gatunki
- Nanuza almeidae R.J.V.Alves
- Nanuza luetzelburgii R.J.V.Alves
- Nanuza plicata (Mart.) L.B.Sm. & Ayensu